# Апалы
Апалы, Апали, Арпалы — лесистая гора в Крыму на территории городского округа Судак. Гора вытянута в направлении запад юго-запад - восток северо-восток . Высота над уровнем моря 384 метра. Вдоль обнаженной вершины выходы скальных пластов, придающие ей волнистость, установлен реперный знак. В 1,5 км к юго востоку от села Переваловка, к северу от гор Бал-Кая и Биюк-Эгерек (603 м). Этимология от тюрк. арпалы — ячменная.